# 奥泽里亚涅村委员会
奥泽里亚涅村委员会（俄语：Озерянский сельсовет）是俄罗斯联邦阿穆尔州别洛戈尔斯克区所属的一个村委员会。其下辖有3个居民点，行政中心为扎列奇诺耶。据2016年统计，该村委员会的人口为578人。